# Carlo Böhm

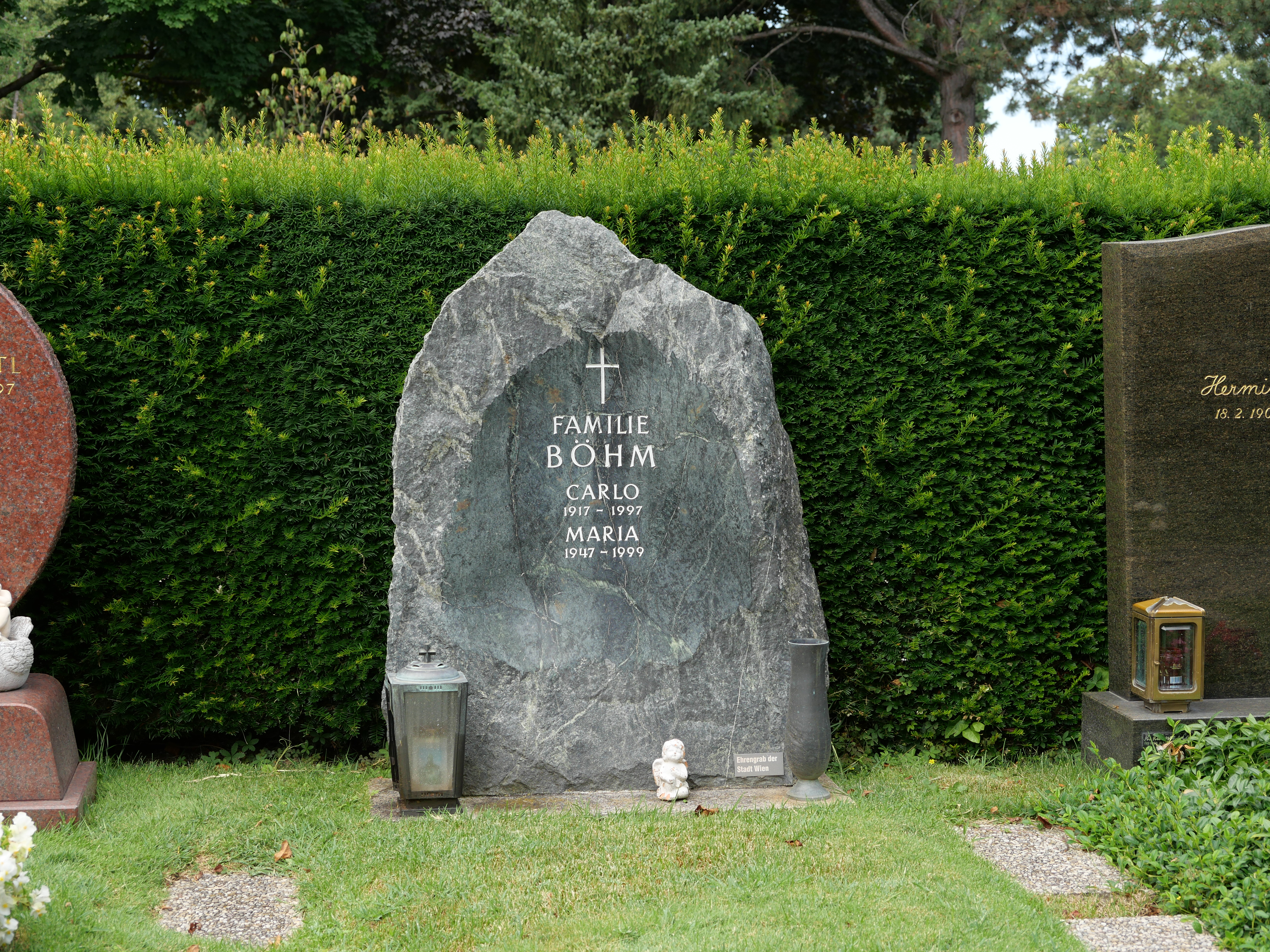
Grab auf dem Hietzinger Friedhof

Carlo Böhm (* 18. April 1917 in Wien; † 2. April 1997 ebenda) war ein österreichischer Schauspieler.

## Leben
Zunächst absolvierte Böhm eine Ausbildung an der Handelsakademie in Wien, besuchte dann aber das Schauspielseminar. Von 1945 bis 1950 spielte er am Theater in der Josefstadt, im Kabarett Wiener Werkel, von 1950 bis 1979 am Wiener Volkstheater, an der Wiener Volksoper und weiterhin im Theater an der Josefstadt.
Neben Gastspielen und Rundfunkproduktionen war Böhm auch im Fernsehen zu sehen. Seine berühmteste Rolle war wohl die des Obdachlosen Drballa in Helmut Zenkers Fernsehserie Kottan ermittelt. Weiters spielte er in der legendären Silvesterfolge von Ein echter Wiener geht nicht unter in einer deren bekanntesten Szenen Mundls Nachbarn Herrn Gebauer, dem dieser eine Rakete ins Fenster schießt.
Carlo Böhm war ein älterer Bruder des bekannten österreichischen Schauspielers Alfred Böhm und der jüngere von Franz Böheim (ebenfalls Schauspieler). Seine letzte Ruhestätte fand Carlo Böhm in einem ehrenhalber gewidmeten Grab auf dem Hietzinger Friedhof (Gruppe 74, Reihe 6, Nummer 9) in Wien.

## Filmografie
- 1947: Der Hofrat Geiger (als Karl Böhm)
- 1949: Zweimal verliebt (Liebe Freundin / als Karl Böhm)
- 1949: Mein Freund Leopold (Mein Freund, der nicht nein sagen kann / als Karl Böhm)
- 1952: Abenteuer im Schloss (als Karl Böhm)
- 1952: Seesterne (nicht im Abspann)
- 1955: An der schönen blauen Donau (als Karl Böhm)
- 1955: Das Mädchen vom Pfarrhof (als Karl Böhm)
- 1956: Die Magd von Heiligenblut (als Carl Böhm)
- 1957: Dort in der Wachau (als Karl Böhm)
- 1957: Deutsch für Inländer (Fernsehserie, 1 Folge)
- 1960: Der jüngste Tag (TV) (als Karl Böhm)
- 1960: Heimweh nach dir, mein grünes Tal (Mein Vaterhaus steht in den Bergen)
- 1961: Das Mädchen auf der Titelseite
- 1961: Der Orgelbauer von St. Marien
- 1962: Der Hochzeitsgast (TV)
- 1963: Leutnant Gustl (TV)
- 1963: Der falsche Prinz (TV)
- 1963: Tingel Tangel (TV)
- 1963: Alles gerettet (TV)
- 1963: Der kriminalistische Herr Sebek (TV)
- 1963: Der feurige Elias (TV)
- 1963: Kleine Leute aus Wien (TV)
- 1964: Kalif Storch (TV)
- 1964: Der kleine Kadi (TV)
- 1964: Volkscafé (TV)
- 1964: Das hab ich von Papa gelernt (als Carl Böhm)
- 1964: Das vierte Gebot (TV)
- 1964: Die schlimmen Buben in der Schule (TV)
- 1965: An der schönen blauen Donau (TV)
- 1965: Der Himbeerpflücker (TV)
- 1965: Miriam (TV)
- 1965: Donaugeschichten (Fernsehserie, 1 Folge)
- 1966: Boccaccio (TV)
- 1966: Der Fall Bohr (TV)
- 1967: Die Fiakermilli (TV)
- 1967: Postlagernd Opernball - Die Affäre Redl (TV)
- 1967: Special Servicer (TV)
- 1968: Der Barbier von Sevilla (TV)
- 1968: Die Träume von Schale und Kern (TV)
- 1969: Die Eintagsfliege (TV)
- 1969: Traumnovelle (TV)
- 1969: Oberinspektor Marek (Fernsehserie, 1 Folge)
- 1969: Die Enthüllung (TV)
- 1970: Dornwittchen und Schneeröschen
- 1970: Traumauto Nr. 5 (TV)
- 1970: Der Querulant (TV)
- 1970: Finder, bitte melden (TV)
- 1970: Der Kurier der Kaiserin (Fernsehserie, 1 Folge)
- 1970: Wie es euch gefällt (TV)
- 1971: Mein Vater, der Affe und ich
- 1971: Einer spinnt immer
- 1971: Wenn der Vater mit dem Sohne (Fernsehserie, 1 Folge)
- 1972: Libussa (TV)
- 1972: Die Abenteuer des braven Soldaten Schwejk (Fernsehserie, 1 Folge)
- 1974: Hallo – Hotel Sacher … Portier! (Fernsehserie, 1 Folge)
- 1974: Einen Jux will er sich machen (TV)
- 1975: Die gelbe Nachtigall (TV)
- 1975: Totstellen (TV)
- 1975: Alte Hüte aus Wien - Witziges - Spitziges - Spritziges (TV)
- 1976: Tatort: Annoncen-Mord
- 1977: Ein echter Wiener geht nicht unter (Fernsehserie, 1 Folge)
- 1978: Aktenzeichen XY … ungelöst (Fernsehserie, 1 Folge)
- 1978–1983: Kottan ermittelt (Serie)
- 1979: Der Kiebitz - Kleines Bezirksgericht (TV)
- 1980: Match (TV)
- 1980: Der Bockerer (TV)
- 1981: Wie Böhmen noch bei Österreich war (TV)
- 1981: Die Weltmaschine (TV)
- 1981–1985: Die liebe Familie (Fernsehserie, 4 Folgen)
- 1982: Das blaue Aug’ (TV)
- 1984: Familie Merian (Fernsehserie, 3 Folgen)
- 1985: Der Sonne entgegen (Fernsehserie, 1 Folge)
- 1987: Heiteres Bezirksgericht (Fernsehserie, 1 Folge)
- 1989: Tatort: Blinde Angst
- 1991: Wenn das die Nachbarn wüßten (Fernsehserie, 1 Folge)
- 1994: Also schlafwandle ich am hellichten Tage
- 1994–1998: Tohuwabohu (Fernsehserie, 34 Folgen)

## Hörspiele
- 1984: Otto Brusatti: Die letzten Stunden der Menschheit – Regie: Otto Brusatti (ORF/WDR)